# Palashbari
Palashbari è un sottodistretto (upazila) del Bangladesh situato nel distretto di Gaibandha, divisione di Rangpur. Si estende su una superficie di 190,67 km² e conta una popolazione di 244.792  abitanti (censimento 2011).